# OFL120F2
OFL120F2는 프랑스가 개발한 APFSDS(날탄)이다. AMX-56 르끌레르 전차에서 사용되며 상당한 수준의 성능을 가진 전차포탄이다.

## 제원
- 이름 : OFL120F2
- 관통자 탄심 길이 : 600mm
- 관통력 : KE 650mm(2km 사거리)
- 개발국가 : 프랑스

## 같이 보기
- M829
- K279
- JM-33
- K-276
- DM-53